# روشن‌ماهی آمور
روشن‌ماهی آمور (نام علمی: Leuciscus waleckii) نام گونه‌ای از سرده سرمخروطی‌ها است.